# Епишин, Георгий Дмитриевич
Гео́ргий Дми́триевич Епи́шин (1919—1995) — советский и российский художник по костюмам, искусствовед и педагог. Член Союза художников СССР (1950). Заслуженный деятель искусств РСФСР (1957). Народный художник РСФСР (1979).

## Биография
Родился 3 июля 1919 года в городе Харбин.
С 1937 по 1948 годы Г. Д. Епишин обучался в Пензенском художественном училище имени К. А. Савицкого, его учителем был известный живописец и педагог И. С. Горюшкин-Сорокопудов.
С 1948 по 1950 годы — художник, с 1950 по 1969 годы — главный художник Пензенского областного драматического театра имени  А. В. Луначарского. С 1969 по 1971 годы — художник-постановщик Куйбышевского областного драматического театра имени М. Горького. Помимо Пензенского и Куйбышевского театров, Г. Д. Епишин занимался оформлением спектаклей в таких театрах как: Омский академический театр драмы, Ярославский драматический театр имени Ф. Г. Волкова и Русский драматический театр имени М. Горького.
С 1971 года Г. Д. Епишин помимо творчества начал заниматься педагогической деятельностью: с 1971 по 1978 годы — преподаватель Пензенского художественного училища имени К. А. Савицкого.
С 1957 года Г. Д. Епишин был участником всесоюзных и республиканских художественных фестивалей. В 1957 году на Всесоюзном фестивале театров, проходившем в городе Москва, за спектакль «В мятежный год» по пьесе В. И. Кирюшкина, Г. Д. Епишин был удостоен II диплома Министерства культуры РСФСР. В 1975 году на Республиканском смотре театров, посвящённом 30-летию Победы в Великой Отечественной войне, за оформление спектаклей «Записки Лопатина» (по К. М. Симонову) и «Несколько майских дней» (по В. Н. Садчикову), Г. Д. Епишин был награждён дипломом республиканского смотра.
Г. Д. Епишин имел отношение к оформлению таких спектаклей как: 1948 год — «Закон чести», 1949 год — «Собака на сене» (Лопе де Вега), 1950 год — «Иванов» (А. П. Чехов), 1951 год — «Слуга двух господ» (Карло Гольдони) и «Незабываемый 1919-й» (В. В. Вишневский), 1952 год — «Любовь Яровая» (К. А. Тренев), 1953 год — «Собор Парижской богоматери» (Виктор Гюго), 1956 год — «Дмитрий Калинин» (В. Г. Белинский), 1957 год — «Укрощение строптивой», 1965 год — «Антоний и Клеопатра» (Уильям Шекспир), 1973 год — «Волки и овцы» (А. Н. Островский), 1974 год — «Трехгрошовая опера» (Бертольт Брехт).
С 1950 года Г. Д. Епишин являлся членом Союза художников СССР.
В 1957 году Указом Президиума Верховного Совета РСФСР Г. Д. Епишину было присвоено почётное звание Заслуженный деятель искусств РСФСР, в 1979 году — Народный художник РСФСР.
Умер 18 декабря 1995 года в Пензе.

## Награды
- Народный художник РСФСР (1979 — «за большие заслуги в области искусства»)
- Заслуженный деятель искусств РСФСР (1957)